# Dobra (fiume)
La Dobra è un fiume situato nella Regione di Karlovac in Croazia.

## Etimologia
Il toponimo in croato significa "buona" ma si tratta di paretimologia in quanto il nome deriva probabilmente dal celtico dubrum o dubron che significa "acqua", altre teorie indicano l'illirico δυβρις (profondo) o lo slavo antico dъbrь (profondo o valle).

## Geografia
La Dobra nasce nel Gorski Kotar tra Skrad e Ravna Gora, scorre inizialmente in direzione nord/nord est per poi voltare verso sud attraversando Vrbovsko. A Ogulin diventa sotterraneo e riprende un andamento settentrionale, risalendo in superficie poco fuori dalla città. Da Ogulin in poi scorre parallelamente alla Kupa e alla Mrežnica, per poi sfociare nella Kupa a nord di Karlovac.
Le acque del fiume sono sfruttate, assieme a quelle della Mrežnica, ai fini della produzione di energia dalla centrale idroelettrica di Gojak.